# Ustrój polityczny Białorusi
Białoruś formalnie jest krajem o ustroju superprezydenckim (podobnie jak Rosja), reguluje to konstytucja z 1994 roku, nowelizowana w 1996 roku. Według wskaźnika demokracji z 2014 roku, wykonanego przez The Economist Intelligence Unit, Białoruś jest państwem o reżimie autorytarnym.

## Geneza ustroju
27 lipca 1990 roku, wykorzystując polityczną sytuację w ZSRR, Rada Najwyższa Białoruskiej Socjalistycznej Republiki Ludowej przyjęła deklarację suwerenności państwowej. Ponad rok później, 28 sierpnia 1991 roku, pod wpływem puczu Janajewa, Rada Najwyższa przyjęła także ustawę o niezależności państwowej Białorusi. Pomimo powyższych kroków, nie zamierzano zrywać bliskich kontaktów z Moskwą. W 1991 roku podpisano akty ustanawiające wspólnotę gospodarczą i unię celną z Rosją oraz Wspólnotę Niepodległych Państw. Proces odnawiania starych więzi zakończył się 2 kwietnia 1997 roku umową o utworzeniu Związku Białorusi i Rosji (ZBiR).
W styczniu 1992 roku pięć białoruskich partii politycznych wystąpiło z inicjatywą przeprowadzenia referendum dotyczącego ewentualnego rozwiązania Rady Najwyższej, złożonej z ludzi związanych z poprzednim reżimem. Rada zgodziła się jednak jedynie na referendum konstytucyjne. 15 marca 1994 roku Rada Najwyższa uchwaliła konstytucję, która weszła w życie 30 marca 1994 roku. Zastąpiła ona socjalistyczną konstytucję (z wieloma poprawkami) z 1978 roku.
23 czerwca i 10 lipca 1994 roku mają miejsce dwie tury wyborów prezydenckich. Zwycięża w pierwszej turze Alaksandr Łukaszenka, a w drugiej zyskuje 80% głosów, pomimo iż na zwycięzcę typowany jest premier Wiaczesław Kiebicz. Tym samym rozpoczyna się proces odchodzenia od demokratycznych zmian zapoczątkowanych w 1990 roku.

Oficjalna flaga Białorusi

Dawna flaga Białorusi obecnie używana przez opozycję demokratyczną

31 sierpnia 1995 roku wydany zostaje przez prezydenta dekret „O pewnych środkach na rzecz zapewnienia stabilności i porządku prawnego w Republice Białoruś”. Na jego mocy pozbawiono deputowanych immunitetu, zawieszono działalność białoruskich związków zawodowych, a minister sprawiedliwości i prokuratura otrzymały do ręki narzędzia prawne pozwalające im na wzmocnienie nadzoru nad partiami politycznymi i organizacjami społecznymi.
Jesienią 1996 roku opozycja parlamentarna i pozaparlamentarna zagroziły wszczęciem procedury odsunięcia Łukaszenki od władzy, jeżeli ten nie wycofa się z planowanego przeprowadzenia zmian konstytucyjnych. Zamierzał poddać je pod głosowanie w referendum ogólnokrajowym, zmiany te miały dać mu szerokie uprawnienia. 19 listopada 1996 roku Sąd Konstytucyjny rozpoczął procedurę impeachmentu, z powodu wielokrotnego naruszenia przez prezydenta konstytucji. Czując zagrożenie, prezydent rozpoczął negocjacje z parlamentem – zawarto porozumienie, że przygotowaniem konstytucji zajmie się Zgromadzenie Konstytucyjne, a referendum będzie miało charakter konsultacyjny. Porozumienie to nie zostało ratyfikowane przez Radę, co dało prezydentowi pretekst do odstąpienia od niego. Łukaszenka, łamiąc konstytucję, zdymisjonował przewodniczącego Centralnej Komisji Wyborczej, a w referendum 70% głosujących poparło prezydenckie propozycje. Doszło do rewizji zasad naczelnych konstytucji z 1994 roku, m.in.:
- zanegowania zasad pluralizmu politycznego,
- zanegowania zasady przedstawicielstwa ogólnonarodowego i trójpodziału władz,
- wprowadzenia niemal absolutnej władzy prezydenta,
- wprowadzenie wyższości dekretów prezydenckich nad ustawami parlamentu,
- pozbawienia praw i wolności człowieka i obywatela,
- ograniczenia uprawnień i marginalizacji parlamentu, Sądu Konstytucyjnego oraz poddania ich niemal całkowitej kontroli prezydenta.

17 października 2004 roku razem z wyborami parlamentarnymi miało na Białorusi miejsce tzw. referendum na temat wykreślenia z konstytucji ograniczeń odnośnie do liczby sprawowanych kadencji przez głowę państwa. Uważa się, że gdyby głosowanie zostało przeprowadzone zgodnie ze standardami europejskimi, Łukaszenka nie uzyskałby niezbędnej liczby głosów do przeprowadzenia zmian w konstytucji (potrzeba do tego nie większości biorących udział w referendum, a głosów większości obywateli Białorusi).
Prezydent Łukaszenka wystartował w wyborach prezydenckich w 2006 roku i je wygrał. Wybory prezydenckie w 2010 roku, w 2015 roku i w 2020 roku również zakończyły się zwycięstwem Łukaszenki.

## Prezydent
Władzę wykonawczą sprawuje prezydent, wybierany na 5-letnią kadencję z możliwością jednorazowej reelekcji (wcześniej kadencja 7 lat, po referendum z 17 października 2004 uległo to zmianie), oraz w odpowiednim zakresie rząd. Prezydent posiada niemal nieograniczone uprawnienia w stosunku do całego aparatu państwowego, a poprzez nadrzędność dekretów nad ustawami oraz wyłączną możliwość rozpisywania referendum, władza ma charakter dyktatorski. Uprawnienia prezydenckie podzielić można umownie na cztery największe grupy:
- w stosunku do konstytucyjnych organów państwa: za zgodą Izby Reprezentantów powołuje premiera i ministrów, ma prawo uchylania aktów rządu, za zgodą Rady Republiki powołuje przewodniczących Sądu Najwyższego i Konstytucyjnego, powołuje 6 z 12 sędziów Sądu Konstytucyjnego, powołuje 6 członków Komisji Centralnej ds. wyborów i przeprowadzania referendów powszechnych, zarządza wybory do parlamentu i do lokalnych organów przedstawicielskich, rozwiązuje izby parlamentu,
- kompetencje prawodawcze: prawo inicjatywy ustawodawczej, podpisywania ustaw i weta zawieszającego, zarządzania referendów powszechnych, występowania do Sądu Konstytucyjnego z wnioskiem o stwierdzenie zgodności z konstytucją aktów normatywnych, prawo występowania do parlamentu z wnioskiem o zmianę lub uzupełnienie konstytucji, wydawanie rozporządzeń i zarządzeń, prawo wydawania na podstawie upoważnienia parlamentu dekretów, a bez takiego upoważnienia również dekretów tymczasowych,
- kompetencje w zakresie stosunków zewnętrznych i obrony kraju: prowadzi rokowania i podpisuje umowy międzynarodowe, powołuje i odwołuje dyplomatów, zwołuje i przewodniczy Radzie Bezpieczeństwa, powołuje i zwalnia państwowego sekretarza Rady Bezpieczeństwa, jest głównodowodzącym Sił Zbrojnych, powołuje i zwalnia wyższych dowódców Sił Zbrojnych, wprowadza stan wojenny, ogłasza mobilizację,
- uprawnienia w sferze stosunków z obywatelami: decyduje o nadaniu obywatelstwa oraz o jego ustaniu i o azylu, stosuje prawo łaski, przyznaje nagrody i odznaczenia państwowe, ustanawia święta państwowe i dni wolne, wprowadza stan wyjątkowy.

Prezydent może zostać usunięty z urzędu za popełnienie zdrady stanu lub innego ciężkiego przestępstwa. Wniosek o to może przedstawić 1/3 Izby Reprezentantów, a śledztwo i oskarżenie należy do kompetencji Rady Republiki. Za decyzją usunięcia musi opowiedzieć się 2/3 Izby Reprezentantów i 2/3 Rady Republiki. Prezydent może także zostać zwolniony przedterminowo w razie jego niezdolności do sprawowania urzędu ze względu na stan zdrowia. Decyzję taką podejmuje na wniosek specjalnie po to powołanej przez obie izby parlamentu komisji, Izba Reprezentantów oraz Rada Republiki – obie większością 2/3 głosów.
Od 1994 roku prezydenturę sprawuje Alaksandr Łukaszenka, legalność jego władzy oraz uczciwość przeprowadzanych w ostatnich latach wyborów i referendum stoi pod znakiem zapytania – jest kwestionowana przez opozycję oraz instytucje międzynarodowe: OBWE, NATO, UE oraz Radę Europy. Szczególnie kontrowersyjna była zmiana konstytucji państwa z 1996 roku umożliwiająca przedłużenie prezydentury Łukaszenki aż do 2001 roku (wybory powinny były się odbyć w 1999 roku).

## Rząd
Rząd wnosi z kolei do parlamentu projekty ustaw (może to jednak czynić i prezydent), kieruje bieżącą polityką wewnętrzną i zagraniczną, a także określa kierunki gospodarczo-społecznego rozwoju kraju.

## Parlament
Białoruski parlament składa się z dwóch izb. Pierwsza izba – Izba Reprezentantów – jest wybierana w wyborach powszechnych na 4-letnią kadencję. Składa się ona ze 110 przedstawicieli wybieranych w okręgach jednomandatowych, poprzez ordynację większościową. Drugą izbę – Radę Republiki – stanowią przedstawiciele władz terenowych. Obecnie większość w Izbie Reprezentantów stanowią bezpartyjni, wspierający działania rządu.
Wolność wyborów parlamentarnych na Białorusi jest kwestionowana przez niezależnych obserwatorów zagranicznych, na przykład OBWE.

## Sąd Konstytucyjny
Organ składający się z 12 sędziów wybieranych na 11 lat, spośród których 6 mianuje prezydent, a 6 wybiera Rada Republiki. Sąd Konstytucyjny orzeka o:
- zgodności ustaw, dekretów prezydenta, umów międzynarodowych itd. z konstytucją i umowami międzynarodowymi,
- zgodności aktów prawnych organizacji międzynarodowych, do których należy Białoruś z konstytucją,
- zgodności uchwał Rady Ministrów z konstytucją,
- zgodności aktów prawnych każdego innego organu państwowego z konstytucją.